# Санта Кроче (Парма)
Санта Кроче је насеље у Италији у округу Парма, региону Емилија-Ромања.
Према процени из 2011. у насељу је живело 165 становника. Насеље се налази на надморској висини од 34 м.